# Кузнецов, Сергей Александрович (дипломат)
Серге́й Алекса́ндрович Кузнецо́в (10 сентября 1923 — 16 марта 1991) — советский дипломат. Чрезвычайный и полномочный посол.

## Биография
Член ВКП(б). Кандидат юридических наук.
- В 1951—1952 годах — сотрудник центрального аппарата МИД СССР.
- В 1952—1957 годах — сотрудник посольства СССР в Нидерландах.
- В 1957—1959 годах — сотрудник центрального аппарата МИД СССР.
- В 1959—1964 годах — первый секретарь, советник посольства СССР во Франции.
- В 1964—1967 годах — на ответственной работе в центральном аппарате МИД СССР.
- В 1967—1971 годах — советник-посланник посольства СССР в Италии.
- В 1971—1978 годах — на ответственной работе в центральном аппарате МИД СССР.
- С 18 сентября 1978 по 6 июня 1982 года — чрезвычайный и полномочный посол СССР в Республике Конго[1].
- С 1982 года — на ответственной работе в центральном аппарате МИД СССР.

Скончался в 1991 году. Похоронен на Троекуровском кладбище, участок 2.